# Gaitelgrima di Salerno (Altrude)
Gaitelgrima di Salerno, nota anche come Altrude (Salerno, 1026 – Venosa, 1051), è stata una principessa longobarda.

## Biografia
Figlia di Guaimario III di Salerno e Gaitelgrima, sorella di Guaimario IV di Salerno, Guido di Sorrento e Pandolfo di Capaccio, nel 1047 sposò Drogone d'Altavilla, primo conte di Puglia e Calabria. Il marito morì per una congiura pochi anni più tardi, nel 1051, dopo che Gaitelgrima aveva dato alla luce due femmine, Rocca ed Eremburga, ed un figlio maschio, Riccardo.
Rimasta vedova, in seconde nozze andò in moglie al fratello e successore di Drogone, Umfredo d'Altavilla. Dal matrimonio nacque Umfreda, che andò sposa a Basileo Spadafora.

## Ascendenza
|                          |                           |                          | Genitori |  |  | Nonni |  |  | Bisnonni            |  |  | Trisnonni |  |
|                          |                           |                          |          |  |  |       |  |  | Lamberto di Spoleto |  |  | …         |  |
|                          |                           |                          |          |  |  |       |  |  | Lamberto di Spoleto |  |  | …         |  |
|                          |                           | …                        |          |  |  |       |  |  | Lamberto di Spoleto |  |  |           |  |
| Giovanni II di Salerno   |                           |                          |          |  |  |       |  |  | Lamberto di Spoleto |  |  |           |  |
|                          |                           | …                        | …        |  |  |       |  |  |                     |  |  |           |  |
|                          |                           | …                        | …        |  |  |       |  |  |                     |  |  |           |  |
|                          |                           | …                        | …        |  |  |       |  |  |                     |  |  |           |  |
| Guaimario III di Salerno |                           | …                        |          |  |  |       |  |  |                     |  |  |           |  |
|                          |                           | …                        | …        |  |  |       |  |  |                     |  |  |           |  |
|                          |                           | …                        | …        |  |  |       |  |  |                     |  |  |           |  |
|                          |                           | …                        | …        |  |  |       |  |  |                     |  |  |           |  |
| Sichelgaita              |                           | …                        |          |  |  |       |  |  |                     |  |  |           |  |
|                          |                           | …                        | …        |  |  |       |  |  |                     |  |  |           |  |
|                          |                           | …                        | …        |  |  |       |  |  |                     |  |  |           |  |
|                          |                           | …                        | …        |  |  |       |  |  |                     |  |  |           |  |
| Gaitelgrima di Salerno   |                           | …                        |          |  |  |       |  |  |                     |  |  |           |  |
|                          | Landolfo III di Benevento | Landolfo II di Benevento |          |  |  |       |  |  |                     |  |  |           |  |
|                          | Landolfo III di Benevento | Landolfo II di Benevento |          |  |  |       |  |  |                     |  |  |           |  |
|                          | Landolfo III di Benevento | …                        |          |  |  |       |  |  |                     |  |  |           |  |
| Pandolfo II di Benevento | Landolfo III di Benevento |                          |          |  |  |       |  |  |                     |  |  |           |  |
|                          |                           | …                        | …        |  |  |       |  |  |                     |  |  |           |  |
|                          |                           | …                        | …        |  |  |       |  |  |                     |  |  |           |  |
|                          |                           | …                        | …        |  |  |       |  |  |                     |  |  |           |  |
| Gaitelgrima di Benevento |                           | …                        |          |  |  |       |  |  |                     |  |  |           |  |
|                          |                           | …                        | …        |  |  |       |  |  |                     |  |  |           |  |
|                          |                           | …                        | …        |  |  |       |  |  |                     |  |  |           |  |
|                          |                           | …                        | …        |  |  |       |  |  |                     |  |  |           |  |
| …                        |                           | …                        |          |  |  |       |  |  |                     |  |  |           |  |
|                          |                           | …                        | …        |  |  |       |  |  |                     |  |  |           |  |
|                          |                           | …                        | …        |  |  |       |  |  |                     |  |  |           |  |
|                          |                           | …                        | …        |  |  |       |  |  |                     |  |  |           |  |
|                          |                           | …                        |          |  |  |       |  |  |                     |  |  |           |  |